# Giulio Gaudini
Giulio Gaudini (Róma, 1904. szeptember 28. – Róma, 1948. január 6.) olimpiai és világbajnok olasz tőr- és kardvívó.